# 阿漕洋子
阿漕 洋子（あこぎ ようこ、1984年8月19日 - ）は、兵庫県出身の女子サッカー選手・女子フットサル選手である。サッカーにおけるポジションはディフェンダー。

## 経歴
中学生時代までは、宝塚バニーズの下部組織、宝塚バニーズジュニアでプレー。卒業と同時に退団して啓明女学院高校に進学し、サッカー部に入部した。1年次に全日本高等学校女子サッカー選手権大会で優勝を経験。
卒業後、武庫川女子大学へ進学し、同時にサッカー部へ入部。1-4年次と連続して全日本大学女子サッカー選手権に出場し、4年次にはチームキャプテンも務めた。一方でJFA西日本大学選抜にも選出されている。
大学卒業後、スポーツ普及活動を行うNPO法人アミティエ・スポーツクラブ京都府支部が運営する女子サッカーチームに入団するが、すぐに退団してバニーズ京都サッカークラブに入団。大学時代まではミッドフィールダー (ボランチ)としてプレーしていたが、京都入団後は一貫してディフェンダー (センターバック)としてプレーした。
2009年度シーズン終了後退団し、関西女子サッカーリーグ所属の京都城陽アズールへ移籍。また同時にフットサル選手としてBAMB GREEN PARK LADIES FCに入団した。

## 成績

### 出場記録
| 国内大会個人成績 | 国内大会個人成績 | 国内大会個人成績 | 国内大会個人成績  | 国内大会個人成績             | 国内大会個人成績 | 国内大会個人成績 | 国内大会個人成績 | 国内大会個人成績 | 国内大会個人成績 | 国内大会個人成績 | 国内大会個人成績 |
| 年度             | クラブ           | 背番号           | リーグ            | リーグ戦                     | リーグ戦         | リーグ杯         | リーグ杯         | オープン杯       | オープン杯       | 期間通算         | 期間通算         |
| 年度             | クラブ           | 背番号           | リーグ            | 出場                         | 得点             | 出場             | 得点             | 出場             | 得点             | 出場             | 得点             |
| 日本             | 日本             | 日本             | 日本              | リーグ戦                     | リーグ戦         | リーグ杯         | リーグ杯         | 皇后杯           | 皇后杯           | 期間通算         | 期間通算         |
| ---------------- | ---------------- | ---------------- | ----------------- | ---------------------------- | ---------------- | ---------------- | ---------------- | ---------------- | ---------------- | ---------------- | ---------------- |
| 2007             | バニーズ京都     | 4                | L・リーグ2部 (L2) |                              |                  |                  |                  |                  |                  |                  |                  |
| 2008             | バニーズ京都     | 4                | L・リーグ2部 (L2) | 15                           | 1                |                  |                  |                  |                  |                  |                  |
| 2009             | バニーズ京都     | 5                | L・リーグ2部 (L2) |                              |                  |                  |                  |                  |                  |                  |                  |
| 2010             | 京都城陽アズール |                  | 関西              |                              |                  |                  |                  |                  |                  |                  |                  |
| 通算             | 日本             | 日本             | 2部               | \|\|\|\|\|\|\|\|\|\|\|\|\|\| |                  |                  |                  |                  |                  |                  |                  |
| 通算             | 日本             | 日本             | 関西              | \|\|\|\|\|\|\|\|\|\|\|\|\|\| |                  |                  |                  |                  |                  |                  |                  |
| 総通算           | 総通算           | 総通算           | 総通算            | \|\|\|\|\|\|\|\|\|\|\|\|\|\| |                  |                  |                  |                  |                  |                  |                  |

### タイトル
- 全日本高等学校女子サッカー選手権大会優勝 (2000年)

## 代表歴等
- U-18兵庫県選抜 (2002年[1])
- JFA西日本大学選抜
- 国民体育大会 - 京都府選抜 (2008, 2009)